# Florence Noiville
Florence Noiville (Parigi, 23 luglio 1961) è una giornalista francese.
È da tempo redattrice di Le Monde e curatrice della narrativa straniera di Le Monde des Livres, il supplemento letterario di Le Monde.

## Vita
Dopo aver frequentato Sciences Po, la scuola di commercio internazionale HEC Paris e conseguito un Master in diritto commerciale, Noiville ha iniziato la sua carriera professionale presso una società americana, lavorando nel settore finanziario. Contro ogni previsione, quattro anni dopo passò dai numeri alle lettere, indirizzando la sua carriera verso ciò che lo aveva sempre interessato: la scrittura e la letteratura. Dal 1994 lavora come giornalista e critica letteraria per il quotidiano francese Le Monde. Ha realizzato numerose interviste e profili, tra cui quelli di Saul Bellow, Imre Kertész, John le Carré, Mario Vargas Llosa e Herta Müller. Le sue interviste e i ritratti degli scrittori sono stati pubblicati in inglese nella rivista Literary Miniatures (Seagull Books).
Dal 2007 al 2010 ha anche condotto un programma letterario sul canale televisivo francese LCI intitolato "Le Monde des Livres". Tra gli autori che ha invitato alla sua mostra ci sono: Claude Lanzmann, Joseph Stiglitz, Paul Auster, Umberto Eco... Nel 2007-2008 è stato membro della giuria dell'Independent Prize for Foreign Fiction, organizzato da The Independent e dal British Council a Londra.
Florence Noiville è anche autrice di quattro romanzi, due biografie e un opuscolo sugli eccessi del capitalismo intitolato I Went to Business School and I Apologize. I suoi romanzi combinano letteratura e neuroscienze. I suoi libri sono stati tradotti in 13 lingue.

## Personale
Florence Noiville è sposata con Martin Hirsch. Vivono a Parigi con i loro tre figli.

## Fabbriche

### Letteratura per adulti
- Florence  Noiville: Isaac Bashevis Singer. Stock, 2006, ISBN 978-2-234-05640-4.
- Florence  Noiville: La donation. Le Livre de Poche, 2009, ISBN 978-2-253-12588-4.
- Florence  Noiville: J’ai fait HEC et je m’en excuse. J'ai lu, 2012, ISBN 978-2-290-05423-9.
- Florence  Noiville: L'attachement. Stock, 2014, ISBN 978-2-253-17541-4.
- Florence  Noiville: L'illusion délirante d'être aimé. Stock, 2015, ISBN 978-2-234-07340-1.

### Libri per bambini
- Florence  Noiville: Et toi, ta grand-mère. Actes Sud Junior, 2008, ISBN 978-2-7427-7183-7.
- Florence  Noiville: Petites histoires de derrières les fourneaux. Actes Sud Junior, 2006, ISBN 978-2-7427-6067-1.
- Florence  Noiville: Bébé Jules qui ne voulait pas naître. Editions Gallimard, 2005, ISBN 978-2-07-057065-2.
- Florence  Noiville, Christine Noiville (Illustration): Histoires insolites des saints du calendrier. Actes Sud Junior, 2004, ISBN 978-2-7427-5118-1.
- Florence  Noiville, Serge Ceccarelli (Illustration): La Mythologie romaine. Actes Sud Junior, 2003, ISBN 978-2-7427-4530-2.
- Florence  Noiville: Les Héros grecs. Actes Sud Junior, 2002, ISBN 978-2-7427-4003-1.
- Florence  Noiville: La Mythologie grecque. Actes Sud Junior, 2000, ISBN 978-2-7427-3070-4.
- Florence  Noiville, Philippe Duma (Illustration): Je cherche les clés du paradis. L’École des loisirs, 1999, ISBN 978-2-211-06943-4.